# Paul Durand-Ruel

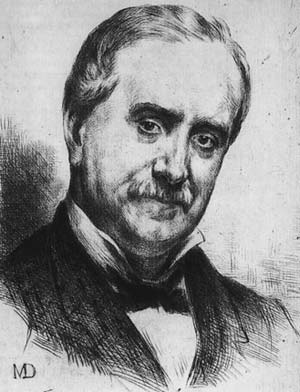
Marcellin Desboutin:
Porttätt av Paul Durand-Ruel.

Paul-Marie Joseph Durand-Ruel, född 31 oktober 1831 i Paris, död 5 februari 1922, var en fransk konsthandlare.
Durand-Ruel fick på 1870-talet stor betydelse som försäljare av de unga impressionisternas verk, särskilt Édouard Manets, framför allt genom att ordna utställningar av deras konst, inte bara i Paris utan även i London och New York.
Han arrangerade också den första stora Daumier-utställningen 1878, året före Honoré Daumiers död.
Den av Durand-Ruels föräldrar grundade firman förblev länge en av Frankrikes ledande, i konkurrens främst med Georges Petits konsthandel.
Durand-Ruels livsverk presenterades under 2014 och 2015 i en stor utställning på Luxembourgmuseet, National Gallery och Philadelphia Museum of Art.